# Emilio Estevez
Emilio Estevez (født 12. maj 1962) er en amerikansk skuespiller, filminstruktør, digter og forfatter. Estevez er søn af skuespilleren Martin Sheen og storebror til skuespilleren Charlie Sheen.

## Filmografi
- Badlands (1973)
- Tex (1982)
- Outsideren (1983)
- Nightmares (1983)
- Repo Man (1984)
- The Breakfast Club (1985)
- Kliken fra St. Elmo (1985)
- Sidste år er længe siden (1985)
- Maximum Overdrive (1986)
- Wisdom & Co. (1986)
- Øjne i natten (1987)
- Young Guns (1988)
- Young Guns II (1990)
- Vi ta’r skraldet (1990)
- Freejack (1992)
- The Mighty Ducks (1992)
- Dødbringende måben 1 (1993)
- Flere øjne i natten (1993)
- Judgment Night (1993)
- D2: The Mighty Ducks (1994)
- The War at Home (1996)
- D3: The Mighty Ducks (1996)
- Sand (2000)
- Los Reyes Magos (2003)
- The L.A. Riot Spectacular (2005)
- Bobby (2006)
- Arthur og Minimoyserne (2006)
- The Way (2010)
- The Public (2018)